# اغتيال هاشم صفي الدين
الهجوم الإسرائيلي على الضاحية هي الغارات الجوية التي شنَّتها طائرات الاحتلال الإسرائيلي في آخر دقائق ليلة الخميس قبل منتصف الليل بتاريخ 3 أكتوبر 2024 على حارة حريك في ضاحية بيروت الجنوبية بهدف قتل رجل حزب الله الأول هاشم صفي الدين والذي كان أبرز مرشح لخلافة حسن نصر الله. تعد هذه الضربة هي الثانية التي تستهدف أعضاء حزب الله، ويفصلها أسبوع عن عملية اغتيال حسن نصر الله الناجحة في 27 سبتمبر 2024، وجاءت عملية الهجوم بعد معلومات حصل عليها جيش الاحتلال الإسرائيلي تُفيد باجتماع عدد من قادة حزب الله بما فيهم العضو البارز هاشم صفي الدين في أحد مقرات الحزب المحصنة والأرضية في الضاحية الجنوبية. ولم يعلن حزب الله مقتله إلا بعد ثلاثة أسابيع، في يوم الأربعاء 23 أكتوبر 2024.

## الضربة
وقع ما لا يقل عن 11 تفجيرًا متتاليًا في الضاحية، ويقال إنها استهدفت اجتماعًا كان يُعقد في مخبأ تحت الأرض ويضم العديد من كبار مسؤولي حزب الله، بما في ذلك صفي الدين ورئيس استخبارات الحزب "حسين هزيمة" المعروف باسم "مرتضى". ومن غير الواضح عدد الضحايا الذين سقطوا في الهجوم. وقال الجيش الإسرائيلي إن الضربات استهدفت مقر استخبارات حزب الله. وأسقطت القوات الجوية الإسرائيلية حوالي 73 طنًا من القنابل على المخبأ، ويقال إن الضربات كانت أكبر من الهجوم الذي قتل الأمين العام السابق لحزب الله حسن نصر الله.